# Scorpions
Scorpions je německá heavymetalová/hardrocková skupina založená roku 1965 v Hannoveru Rudolfem Schenkerem. Jsou jednou z nejznámějších a nejdéle hrajících rockových skupin. Skupina se stala synonymem pro melodický heavy metal, včetně mocných rockových balad. Sestava z let 1978–1992 byla zřejmě nejúspěšnější, tehdy v ní hrál Rudolf Schenker (kytara), Klaus Meine (zpěv), Matthias Jabs (sólová kytara), Francis Buchholz (baskytara) a Herman Rarebell (bicí). Jediným stálým členem kapely je Rudolf Schenker, i když Klaus Meine se objevil na všech studiových albech, zatímco Jabs je stálým členem od roku 1978, basista Paweł Mąciwoda a bubeník Mikkey Dee jsou v kapele od roku 2003 a 2016.
V polovině sedmdesátých let byla hudba Scorpions s kytaristou Uli Jonem Rothem definována jako hard rock. Po jeho odchodu v roce 1978 a krátkém návratu Schenkerova bratra Michaela se přidal Matthias Jabs a podle pokynů producenta Dietera Dierkse Scorpions změnili zvuk směrem k hard rocku a heavy metalu se směsí rockových balad. V průběhu 80. let skupina získala pozitivní recenze a ohlas u hudebních kritiků a zaznamenala komerční úspěch s alby Animal Magnetism (1980), Blackout (1982), Love at First Sting (1984), živáku World Wide Live (1985), Savage Amusement (1988) a Best of Rockers 'n' Ballads (1989), které se stalo jejich nejprodávanějším kompilačním albem.
Jedenácté studiové album Scorpions Crazy World (1990) bylo také dobře přijato a zahrnovalo píseň „Wind of Change“, symbolickou hymnu politických změn ve východní Evropě na konci 80. a počátku 90. let a pád berlínské zdi. Je to jeden z nejprodávanějších singlů na světě s více než čtrnácti miliony prodaných kopií. Scorpions prodali celkem přes 110 milionů desek. Dosud vydali 18 studiových alb, 27 kompilačních alb a 74 singlů. Šest jejich singlů dosáhlo číslo jedna v hitparádách v různých zemích. Jejich alba, singly, kompilace a vydání videa dosáhly v různých zemích 200krát zlatého, platinového a multiplatinového ocenění.
Rolling Stone popsal Scorpions jako „hrdiny heavy metalu“ a MTV je nazvala „Ambasadory Rocku“. Kapela ovlivnila řadu hudebníků, například Guns N' Roses, Mötley Crüe, Def Leppard, Metallica, Megadeth, Testament, Skid Row, Cinderella, Doro,, Helloween, Hanoi Rocks, Hanoi Rocks, a Yngwie Malmsteen. Scorpions byli zařazeni na 46. místo v žebříčku největších umělců hard rocku VH1 s „Rock You Like a Hurricane“ na 18. místě v seznamu 100 největších hardrockových písní VH1. „Still Loving You“ se zařadil na 22. místo mezi největší balady. Získali prestižní ocenění jako jsou tři ceny World Music Awards, hvězda na hollywoodské rockové zdi a účast ve stálé expozici Rock and Roll Hall of Fame. V roce 2015 skupina oslavila 50. výročí.
V ČR kapela vystupovala v roce 1993 v Ostravě, v roce 1999 v Praze, v roce 2004 v Brně, 28. července 2006 na festivalu Benátská noc v Malé Skále a 7. července 2007 na Karlovarském stadionu AC Start coby součást turné World Tour 2007 s novým albem. Rovněž dne 14. června 2007 Scorpions hráli v ostravské ČEZ Aréně. Dále zahráli 15. března 2010 v pražské O2 Aréně a 22. dubna zahráli v Ostravě v rámci předvolební kampaně pro ČSSD. Další koncert v ČR se konal 3. června 2011 na ostravských Bazalech. Jejich poslední koncert v České republice se odehrál 8. května 2015 v pardubické Tipsport Aréně v rámci posledního celosvětového turné RETURN TO FOREVER TOUR – 50TH ANNIVERSARY. Následující koncert proběhl v pražské O2 Aréně 27. února 2016. Další vystoupení bylo naplánováno v Ostravě na prosinec 2017 avšak bylo přesunuto na červen následujícího roku. Poslední koncert v Česku byl 29.7.2024 v Pardubicích.

## Historie

### Začátky (1965–1976)
Skupinu založil roku 1965 v Hannoveru Rudolf Schenker. Původně plnila funkci „školní“ kapely, ale v roce 1969 se Scorpions stali skupinou profesionální. V těchto prvních čtyřech letech hrál Rudolf na kytaru, ale i zpíval. Na přelomu let 1969/1970 do kapely přišel Rudolfův bratr Michael Schenker a zpěvák Klaus Meine ze skupiny Copernicus. Již o dva roky později, tedy v roce 1972, vychází debutové album skupiny pod názvem Lonesome Crow s Lotharem Heimbergem na baskytaru a s Wolgangem Dzionym za bicími. Krátce po vydání alba hráli Scorpions jako předkapela britské skupině UFO. Po jednom z koncertů Michael Schenker Scorpions opustil (odešel právě do UFO) a na jeho místo přichází kytarista Uli Jon Roth.
O dva roky později kapela nahrála své druhé album, Fly to the Rainbow (1974). Před začátkem nahrávání se však změnil post bubeníka a baskytaristy. Za bicí si sedl Jürgen Rosenthal a novým basákem se stal Francis Buchholz (se skupinou hrál až do roku 1993). Po tomto albu bubeník Jürgen Rosenthal kapelu opustil a na jeho místo přišel Rudy Lenners. S ním skupina nahrála další album s názvem In Trance (1975), což pro kapelu znamenalo další posun vpřed – tah na bránu slávy a úspěchu byl již znát.
V této sestavě Scorpions nahráli také album Virgin Killer (1976). Album je velmi vydařené, ale jeho obal neunikne oku cenzora – není divu, byla na něm fotografie jedenáctileté nahé dívky. Scorpions nakonec obal alba změnili. Sám zpěvák Meine řekl, že byl velmi překvapený, když obal poprvé viděl, byl ale tlačen nahrávací společností k podniknutí nějakého kontroverzního kroku, aby na sebe kapela více upozornila. Dnes je tedy možné získat album s dvěma rozdílnými obaly (na alternativním obalu je fotografie všech členů skupiny).

### Počátky největší slávy (1977–1979)
Po Virgin Killer Scorpions opustil Rudy Lenners a na jeho místo si skupina vybrala Hermana Rarebella (bubeníkem skupiny byl až do roku 1996). S ním nahrávají další album Taken by Force (1977), jež se neslo v podobném duchu jako album předchozí. Během turné k tomuto albu zavítali poprvé i do Japonska, které tehdy prahlo po hardrocku a heavy metalu.
Z koncertu v Tokiu vzniklo jejich první live album pod názvem Tokyo Tapes, vydané v roce 1978, které se v Německu dokonce dostává v žebříčku prodejnosti na 35. místo. Kritiky je album hodnoceno jako jeden z nejlepších „živáků“ v rockové historii. Tokyo Tapes je posledním albem Scorpions s Uli Rothem. Ten ze skupiny odešel a na jeho místo se vrátil Michael Schenker. S ním skupina nahrála album Lovedrive (1979), ale po třech nahraných písních (Lovedrive, Another Piece Of Meat a instrumentálce Coast To Coast) opět odešel (na vině byly problémy s alkoholem). Z celkových 140 zájemců na post sólového kytaristy nakonec Scorpions vybrali Matthiase Jabbse.
Stal se tak novým sólovým kytaristou kapely a kapela s ním dokončila nahrávání alba Lovedrive. Toto album bylo velmi úspěšné (některými kritiky hodnocené jako nejlepší počin skupiny). Dokonce se dostává i do Top 100 v USA (55. pozice), ve Velké Británii (36. příčka) i v zemi původu kapely, v Německu (dokonce 11. příčka). Matthias Jabs perfektně zapadl do skupiny a to nejen jako kytarista, ale také jako skladatel. Jeho příchodem začala pro Scorpions nová éra.

### Celosvětová popularita (1980–1993)

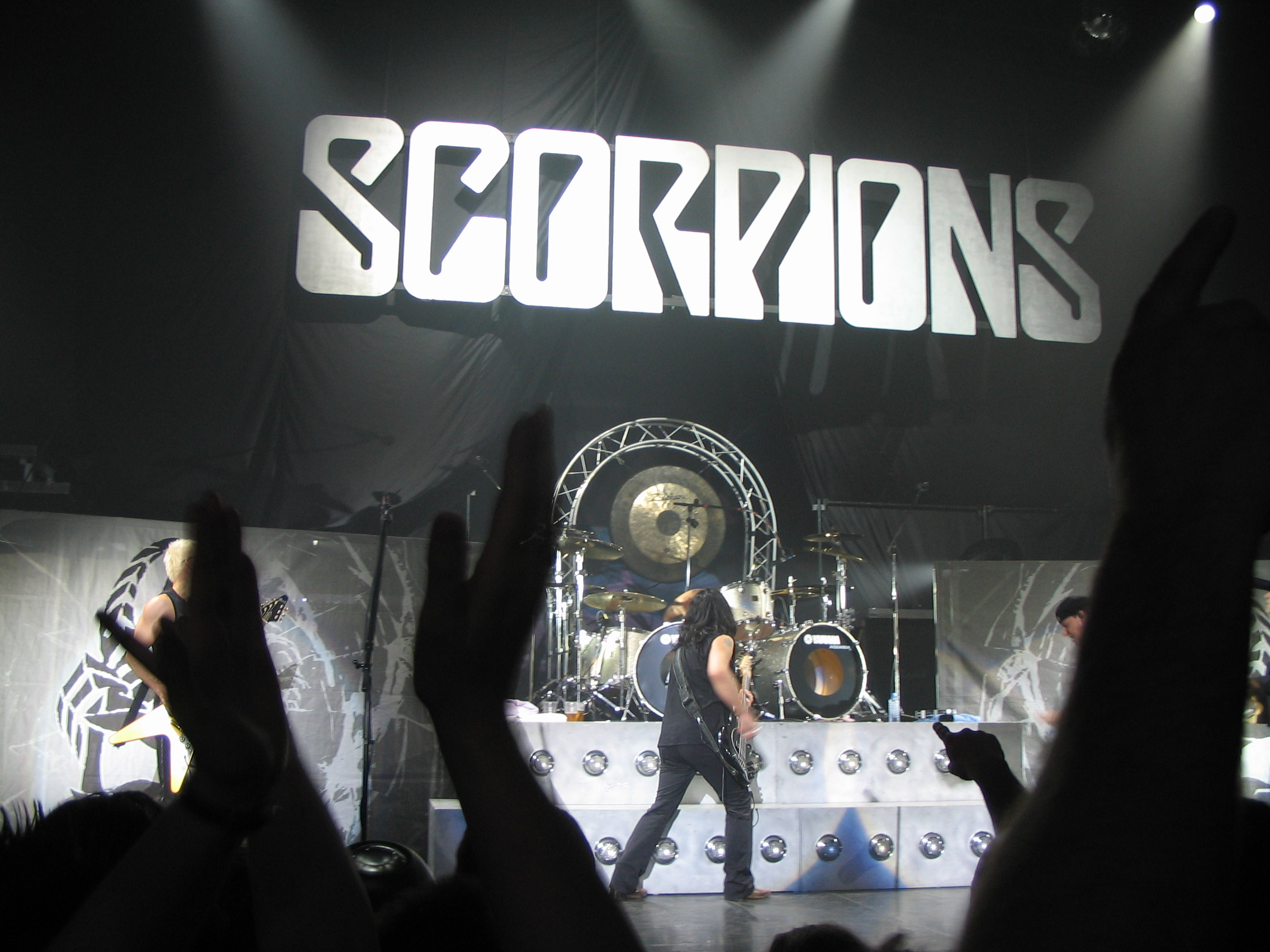
Logo

Po Lovedrive Scorpions nahráli album Animal Magnetism (1980), které svým úspěchem navazuje na Taken by Force, Tokyo Tapes a Lovedrive. Rychle se stalo platinovým, a to dokonce v USA. Scorpions získávají celosvětovou popularitu. Koncertují již i v Americe, Kanadě, Skotsku či Švédsku. Stávají se novou německou senzací a získávají si pověst jako největší a nejlepší německá skupina.
Kapele se však záhy do cesty postavil nepříjemný problém – Klaus Meine po nahrávání alba Animal Magnetism ztratil hlas. Byl již připraven z kapely odejít, ale kvůli svému příteli Rudolfovi nemohl. Prodělal množství operací a prakticky se znovu učil zpívat, přičemž ho podporovala celá skupina. Nakonec se do kapely vrátil, s hlasem opět v pořádku. V roce 1982 vydávají Scorpions další album – Blackout. Ve Francii se toto album dokonce dostalo na první místo v žebříčku prodejnosti a v zemích jako USA, Británie, Německo, či Švédsko už není pouze v Top 100, ale rovnou v Top 20. Z turné se skupina vrací s množstvím platinových ocenění. Album obsahuje mnoho známých skladeb, např. Blackout, China White, baladu When The Smoke Is Going Down, či snad nejznámější skladbu z alba – No One Like You.
Přelomovým albem se ale Blackout nestává. Na to si Scorpions počkali do roku 1984, do vydání (opět) platinového Love At First Sting, alba s bezkonkurenčně největším počtem hitů. Obsahuje množství vynikajících skladeb, jako Coming Home, Bad Boys Running Wild, Big City Nights, I'm Leaving You, jednu z jejich nejznámějších skladeb Rock You Like a Hurricane, či jejich nejznámější power baladu Still Loving You (Singlů Still Loving You se prodalo po celém světe několik miliónů). Většinu těchto písní můžeme objevit v setlistech koncertů.
Skupina si dává na chvíli pauzu a studiové album nenahrává, za to koncertů má víc než dost. Během turné navštívili mnoho zemí, ve kterých nikdy předtím nehráli (Itálie, Španělsko, či dokonce Maďarsko!), získávají také množství ocenění (v USA získává Love At First Sting 3 platinová). Z tohoto turné byl vydán zvukový záznam – vzniklo živé album World Wide Live (1985). World Wide Live se stalo nejprodávanějším live albem skupiny a taktéž získává několik ocenění. V roce 1985 Scorpions vystupovali na legendárním rockovém festivalu Rock in Rio a hráli zde pro své historicky největší publikum – 350 000 fanoušků.
Pro Scorpions bylo koncem 80. let těžké se výrazně prosadit, protože hardrockové scéně tou dobou kralovalo mnoho jiných kapel – proto se vydání nového alba opozdilo. V roce 1988 ale vychází silné rockové album s názvem Savage Amusement. Doprovázejí ho tři singly – Believe In Love, Passion Rules The Game a Rhythm Of Love. V různých žebříčcích se Savage Amusement umísťuje taktéž na vysokých pozicích. Savage Amusement bylo ale posledním album, jehož producentem byl Dieter Dierks (který byl producentem kapely již od alba In Trance).
V roce 1989 byli Scorpions přijati u prezidenta SSSR – Michaila Gorbačova a v té době vystupovali i na Moskevském Hudebním Mírovém Festivalu spolu s dalšími rockovými velikány jako Mötley Crüe, Ozzy Osbourne nebo například Bon Jovi.
Album Crazy World – to je další studiové album skupiny Scorpions, vydané v roce 1990. Obsahuje skladbu Wind of Change, složenou Klausem Meinem (k jejímu složení se inspiroval právě na festivalu v Moskvě). Skladba se stala jakousi hymnou změn ve východním bloku a také komerčně nejúspěšnějším hitem skupiny. Určitě i díky ní získalo toto album obrovský úspěch a například v USA i v Německu získalo po dvou platinách. V různých žebříčcích se vyšplhalo i na ta nejvyšší místa. 
Na přelomu let 1992/1993 byl ze skupiny vyhozen baskytarista Francis Buchholz. Na jeho místo přišel Ralph Rieckermann a s ním se Scorpions pustili do nahrávání dalšího alba. To vyšlo v roce 1993 a neslo název Face the Heat. Bylo to další album, ze kterého bylo cítit mírné změny stylu – skupina kráčela s dobou. I přesto se album dobře prodávalo a ve Francii získalo zlaté ocenění.

### Pád a vzestup (1994–2009)

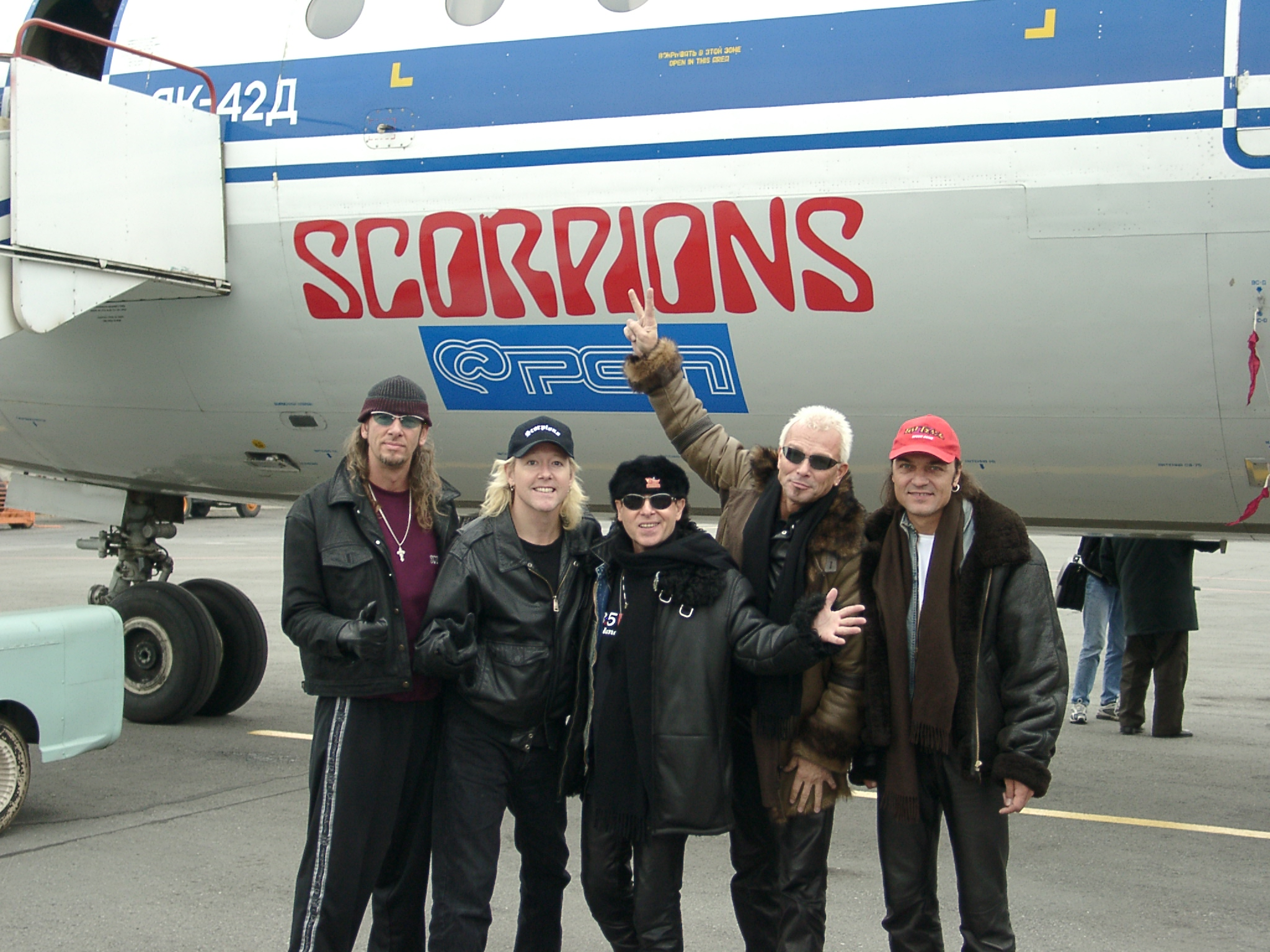
Scorpions během turné po bývalém Sovětském svazu (foto: Lars Wulff)

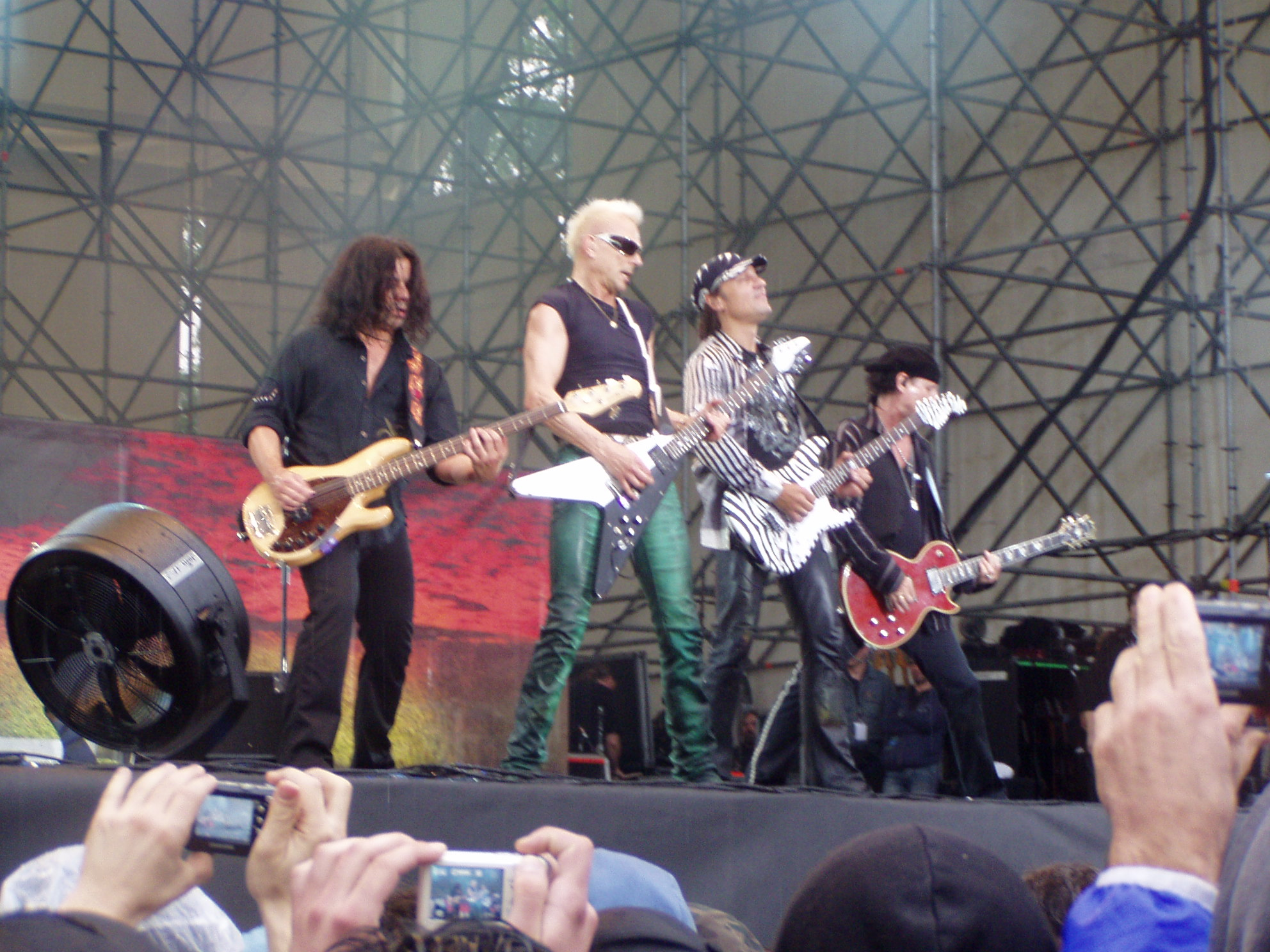
Scorpions na festivale Gods of Metal v Miláně roku 2007

V roce 1995 vychází další live album pod názvem Live Bites. Šlo o záznam z koncertů z Ruska, USA, Mexika a Německa. V porovnání s World Wide Live to byl komerčně neúspěšný živák, který ani nezískal žádné ocenění. Před nahráváním dalšího studiového alba skupinu opustil dlouholetý bubeník Herman Rarebell. Album Pure Instinct (1996) skupina nahrála s Curtem Cressem, který hned po nahrání alba ze skupiny odešel. Turné absolvovali s bubeníkem Jamesem Kottakem, který hned do skupiny zapadl hlavně pro jeho výborné bubenické umění a show, kterou publikum častoval během koncertů. Pure Instinct se ale oproti Face the Heat u fanoušků příliš neujalo. Po hudební stránce dosti zasahovalo do pop music a pravděpodobně proto poklesl i prodej. Pure Instinct ale obsahoval i několik rockových skladeb (i když v dosti jiném stylu než bylo od Scorpions očekáváno).
Dalším albem, které kapela nahrála, bylo Eye II Eye (či Eye To Eye), vydané v roce 1999. Bylo to album velmi experimentální. Skupina se velice přiblížila k popu a k technu. Byl to obrovský pokles nejen v prodejnosti, ale i v počtu ocenění (album se dobře prodávalo jen v Německu). Některé písně byly považovány za podařené, i ty však byly na poměry Scorpions příliš popové (snad jen Du Bist So Schmutzig, což je první píseň, kterou Scorpions zpívali německy, má typické rysy rockové skladby).
Pro nevelký úspěch proto Scorpions počkali s nahráváním nového studiového alba a vydali CD Moment of Glory (2000), na kterém se objevilo 10 písní nahraných spolu s Berlínskou filharmonií. Pod stejným názvem vydávají i DVD. Byl to projekt, který je částečně vrátil zpět na výsluní (v Německu byl oceněný zlatem), ale i přesto to pro kapelu nebyla až tak velká výhra. Znovu vydávají živé album, tentokrát opět není obyčejné. Jmenuje se Acoustica (2001) a už sám název napovídá, je to několik skladeb v akustickém aranžmá (tzv. „unplugged“ album). Stejně jako v případě Moment Of Glory, i toto album vyšlo spolu s videonahrávkou na DVD nosiči.
Zpět ke slávě se dostali albem Unbreakable z roku 2004, které nahráli s novým baskytaristou Pawlem Maciwodou (Ralph Rieckermann odešel věnovat se čistě hudbě pro filmy). Unbreakable je silné rockové album, na kterém se Scorpions vrací ke své tradiční tvorbě. Písně jako Love’em or Leave’em či Deep And Dark jsou oblíbenými koncertními kousky. Unbreakable se zalíbilo i starým fanouškům a zaujalo množství dalších, proto si díky němu Scorpions vrátili „zašlou“ slávu (navíc se i dobře prodával). Hned po vydání Unbreakable vydávají i DVD pod názvem Unbreakable : One Night In Vienna. Jde o záznam koncertu z Vídně spolu s dokumentem o Scorpions.
Nyní již bylo jisté, že Scorpions ještě nekončí. V roce 2006 se spojili s producenty Jamesem Michaelem a Desmondem Childem (producent mnohých alb Kiss, Bon Joviho či Aerosmith) a začali skládat nové písně. Strávili 4 měsíce v Los Angeles a v květnu 2007 vyšlo album s názvem Humanity Hour 1. Album se po hudební stránce příliš nehlásí ke klasické tvorbě Scorpions – jak Klaus Meine řekl, je to album „tady a teď, album z roku 2007“. Během turné k novému albu skupina zavítala do mnoha zemí, kde v minulosti nehrála.

### Sting in the Tail, tour a comeblack (2010–2014)

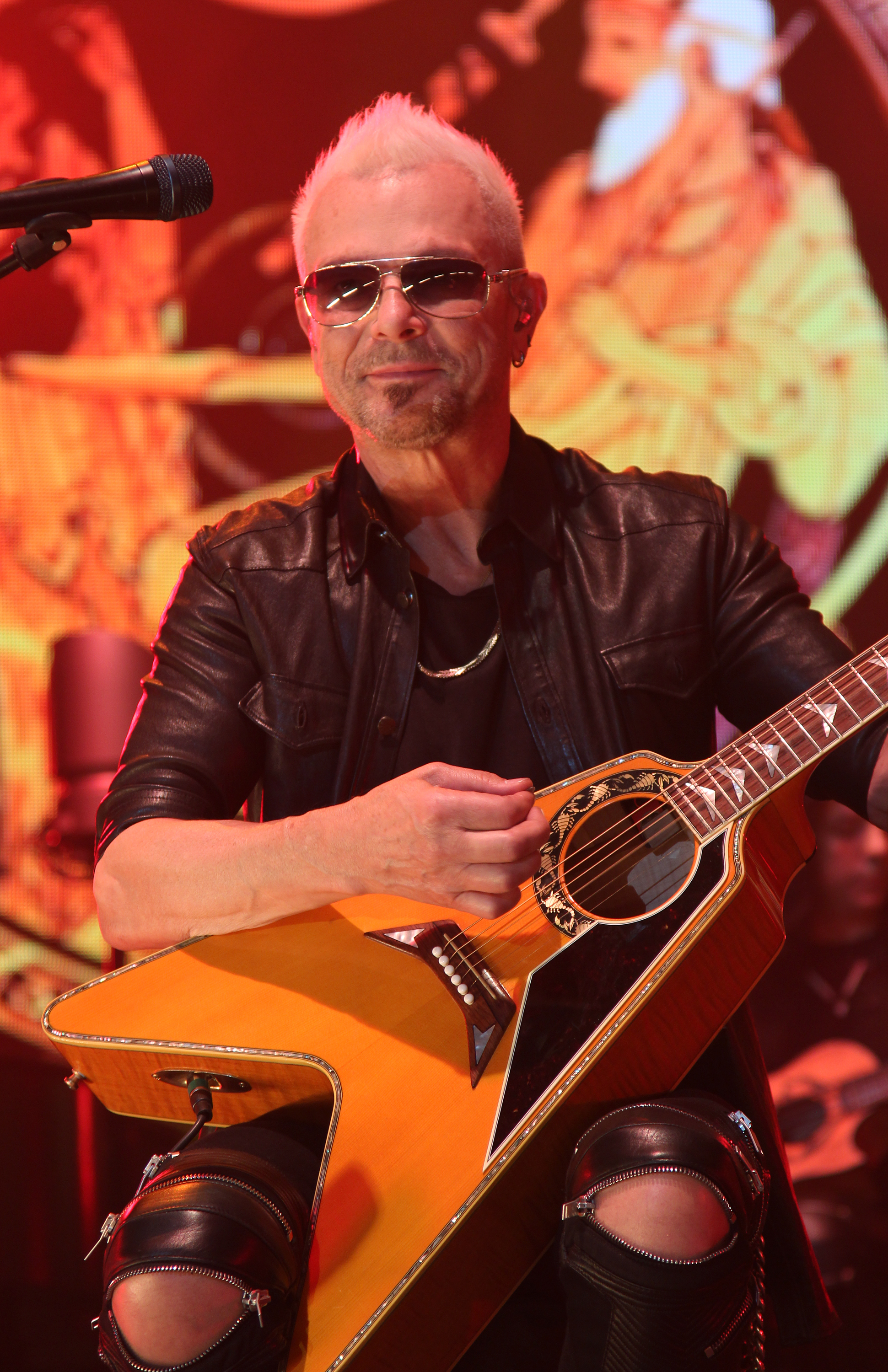
Rudolf Schenker během MTV Unplugged, 2014

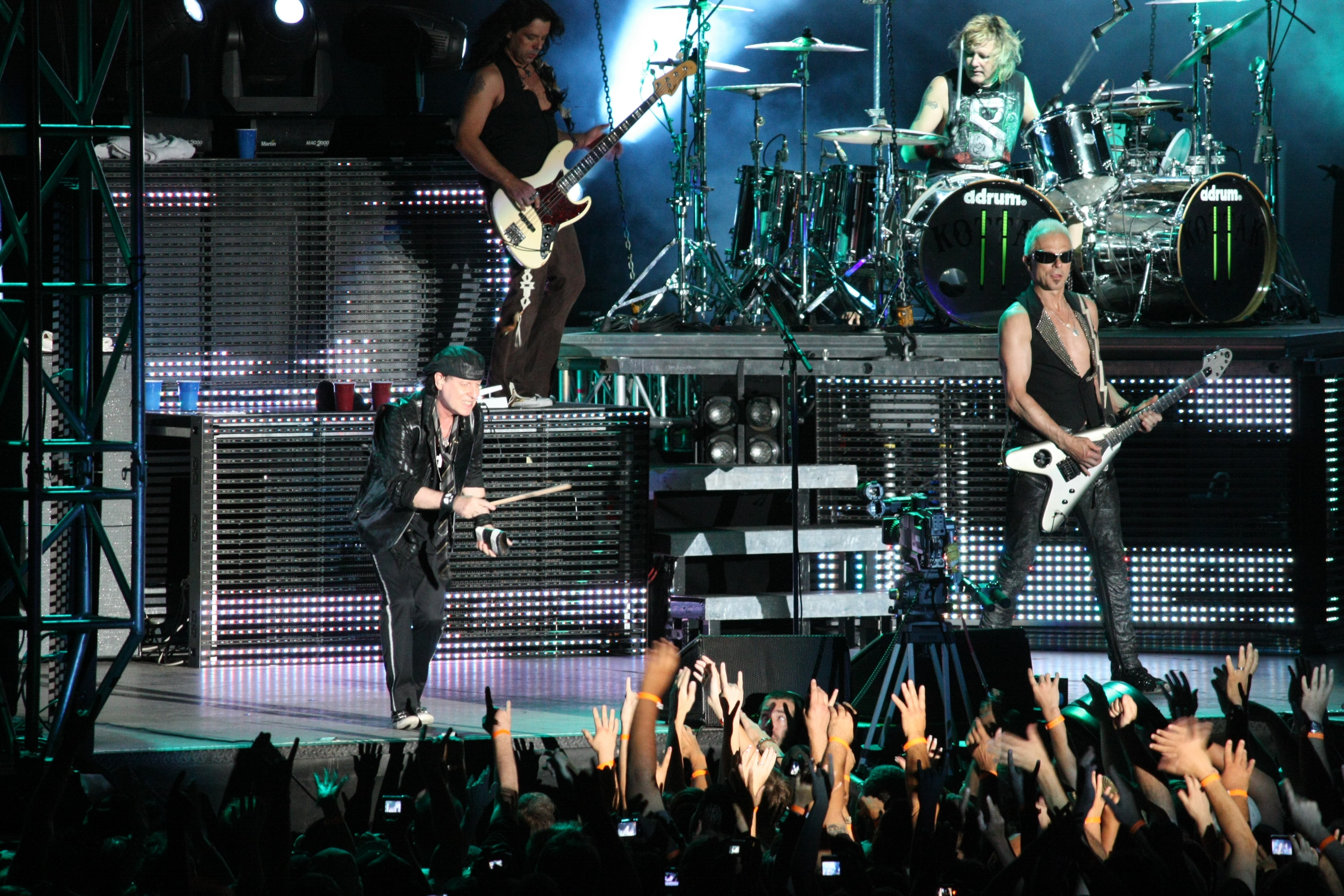
Meine, Schenker, Mąciwoda a Kottak v roce 2010 v USA.

V roce 2010 skupina oznámila, že album Sting in the Tail bude jejich poslední, jakožto i světové turné Get Your Sting and Blackout World Tour, které odstartovali v Praze 15. března 2010. Nicméně zpěvák Klaus Meine v červenci 2011 během rozhovoru o budoucnosti Scorpions na otázku, zda se kapela chystá natočit další album, řekl, že nejnovější projekt kapely, něco jako Scorpions 3D, vyjde během několika měsíců.
Navzdory pokračujícím zvěstem o přestávce či "odchodu do důchodu" kytarista Matthias Jabs 12. června 2012 pro plátek Arizona Republic řekl, že se Scorpions rozcházet nebudou. O měsíc později Jabs pro časopis Billboard řekl, že skupina pracuje na desce, která bude obsahovat nevydané skladby pro alba Blackout, Love at First Sting, Savage Amusement a Crazy World a mělo by vyjít v roce 2014. V dubnu Scorpions na říjen 2013 oznámili vystoupení s orchestrem v Rusku a Bělorusku. Dne 11., 12., a 14. září 2013 Scorpions zahráli tři MTV Unplugged koncerty na hoře Lycabettus v Athénách. 6. listopadu 2013 byly oznámeny další 4 koncerty MTV Unplugged v Německu na rok 2014. V prosinci 2013 v interview pro řeckou rock show v rádiu Klaus Meine řekl, že není jisté, že album, které bude obsahovat skladby zamýšlené pro alba Blackout, Love at First Sting, Savage Amusement a Crazy World bude vydáno v roce 2014 či později.
Na rok 2014 byli Scorpions nominováni na dvě ocenění Echo ("Euro Grammy") za jejich 'MTV' Unplugged.
16. srpna Scorpions oznámili, že nové album bude připraveno k vydání v roce 2015.

### 50. výročí a nejnovější albaReturn to Forever&Rock Believer(2015–dosud)

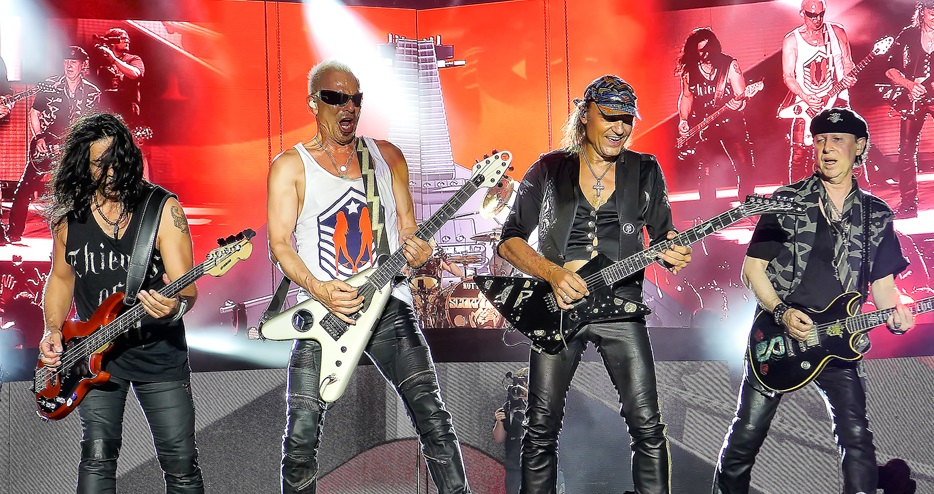
Scorpions na RockFestu v roce 2015

23. října 2014 zpěvák Klaus Meine mluvil s francouzským fan-clubem Crazyscorps a oznámil, že nová nahrávka bude zveřejněna v únoru nebo v březnu 2015 a bude se krýt s 50. výročím skupiny. Oproti tomu, co padlo v roce 2013, bude nová deska obsahovat nejen nově nahrané verze nikdy nepublikovaných písní, ale také nový materiál z let 2011 a 2014.
Album se nahrávalo ve Švédsku s producenty Martinem Hansenem a Mikaelem Nordem Anderssonem. Bubeník James Kottak, který skupinu v květnu 2014 kvůli rehabilitaci opustil, se rovněž zúčastnil nahrávání. Album Return to Forever bylo nakonec vydáno 20. února 2015.
V letech 2020–2021 skupina vytvářela nové texty, které se staly součástí nového alba s názvem Rock Believer vydaného v roce 2022.
9. ledna 2024 zemřel bývalý člen kapely bubeník James Kottak.

## Členové

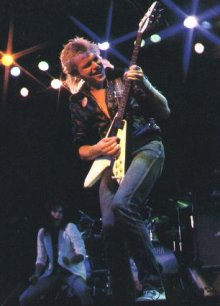
Michael Schenker, 1983

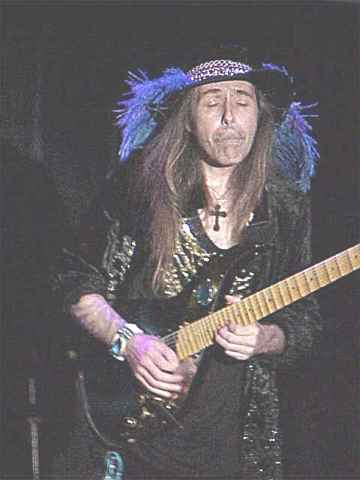
Uli Roth působil nejen jako kytarista, ale v některých (resp. svých) písních jako zpěvák kapely (Foto: 2012)

### Současná sestava
- Klaus Meine – zpěv (1970–dosud)
- Matthias Jabs – kytara, doprovodné vokály (1978–dosud)
- Rudolf Schenker – kytara, doprovodné vokály (1965–dosud)
- Paweł Mąciwoda – baskytara, doprovodné vokály (2003–dosud)
- Mikkey Dee – bicí (2016–současnost)

### Bývalí členové
- James Kottak – bicí, perkuse, doprovodné vokály (1996–2016) (zemřel)
- Karl-Heinz Vollmer – sólová i doprovodná kytara, doprovodné vokály (1965–1970)
- Lothar Heimberg – baskytara, doprovodné vokály (1965–1973)
- Wolfgang Dziony – bicí, perkuse, doprovodné vokály (1965–1973)
- Michael Schenker – kytary, doprovodné vokály (1970–1973, 1979)
- Uli Jon Roth – kytary, doprovodné vokály, zpěv ve skladbách "Drifting Sun", "Fly to the Rainbow", "Dark Lady", "Sun in My Hand", "Hell Cat", "Polar Nights" (1973–1978)
- Achim Kirschning – klávesy (1973–1974)
- Jürgen Rosenthal – bicí, perkuse, doprovodné vokály (1973–1975)
- Francis Buchholz – baskytara, doprovodné vokály (1973–1983, 1984–1992, 1994)
- Rudy Lenners – bicí, perkuse(1975–1977)
- Herman Rarebell – bicí, perkuse, doprovodné vokály (1977–1983, 1984–1995)
- Ralph Rieckermann – baskytara, doprovodné vokály (1993–2000, 2000–2003)
- Curt Cress – bicí, perkuse (1996)
- Ken Taylor – baskytara, doprovodné vokály (2000)
- Barry Sparks – baskytara, doprovodné vokály (2004)
- Ingo Powitzer – baskytara, doprovodné vokály (2004)

### Manažer
- Stewart Young (1995–dosud)

## Diskografie

### Alba
- Lonesome Crow (1972)
- Fly to the Rainbow (1974)
- In Trance (1975)
- Virgin Killer (1976)
- Taken by Force (1977)
- Tokyo Tapes (Na živo, 1978)
- Lovedrive (1979) #55 US, #36 UK
- Animal Magnetism (1980) #52 US, #23 UK
- Blackout (1982) #10 US, #11 UK
- Love At First Sting (1984) #6 US, #17 UK
- World Wide Live (živák, 1985) #14 US, #18 UK
- Savage Amusement (1988) #5 US, #18 UK
- Crazy World (1990) #21 US, #27 UK
- Face the Heat (1993) #24 US, #51 UK
- Live Bites (živák, 1995)
- Pure Instinct (1996) #99 US
- Eye II Eye (1999)
- Moment of Glory (společně s Berlínskou filharmonií, 2000)
- Acoustica (akustická, 2001)
- Unbreakable (2004)
- Humanity Hour 1 (2007) #63 US
- Sting in the Tail (2010) #23 US
- Comeblack (2011)
- Return to Forever (2015)
- Rock Believer (2022)

### Kompilace
- Still Loving You (1 EP : 1 Singl) (1984)
- Best of Rockers 'n' Ballads (1989) #43 US
- Classic Bites (2002)
- Gold (2006)

### Singly
- „Is There Anybody There/Another Piece Of Meat“ (1979) #39 UK
- „Lovedrive“ (1979) #69 UK
- „Make It Real“ (1980) #72 UK
- „The Zoo“ (1980) #75 UK
- „No One Like You“ (1982) #65 US, #64 UK
- „Can't Live Without You“ (1982) #63 UK
- „Rock You Like A Hurricane“ (1984) #25 US
- „Still Loving You“ (1984) #64 US
- „Rhythm Of Love“ (1988) #75 US, #59 UK
- „Passion Rules The Game“ (1989) #74 UK
- „Wind of Change“ (1991) #4 US, #2 UK
- „Send Me an Angel“ (1991) #44 US, #27 UK
- „To Be No. 1“ (1999) #168 UK
- „You And I“ (1996)
- „Here In My Heart“ (2000) #113
- „Hurricane 2000“ (2000)
- „Love 'em or Leave 'em“ (2004)
- „Humanity“ (2007)
- „Raised on Rock“ (2010)
- „The Good Die Young“ (2010)

### DVD
- A Savage Crazy World DVD (1991)
- Moment of Glory (živák, spolu s Berlínskou filharmonií) DVD
- Acoustica DVD
- Unbreakable World Tour 2004: One Night in Vienna DVD
- Wacken 2006 DVD
- Amazonia (2007)
- Get your Sting and Blackout World Tour DVD